# قصر السوفييت

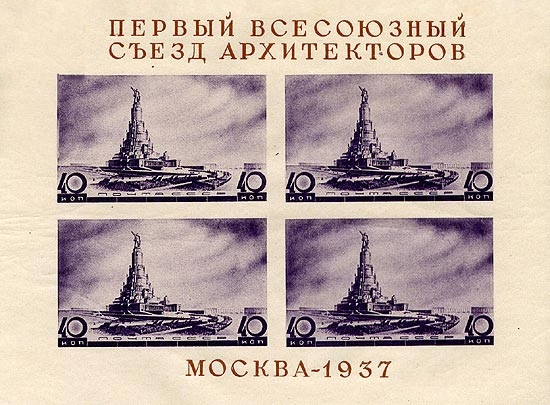
مشروع قصر السوفييت الفائز، 1937.

قصر السوفييت (بالروسية: Дворец Советов) هو مشروع سوفييتي سابق لإنشاء مركز إداري وقاعة مؤتمرات في موسكو، روسيا بالقرب من مبنى الكرملين، في موقع كاتدرائية المسيح المخلص التي دُمرت في عام 1931 نتيجة أوامر من وزير ستالين كاغانوفيتش بتدمير كاتدرائية المسيح المخلص بالديناميت و تحولت إلى انقاض.
قامت السلطات السوفييتة بتنظيم مسابقة عالمية لتصميم هذا المبنى بين عاميّ 1931 و1933، حيث شارك عدد من المعماريين العالميين فيها. وقد استغرقت التصفيات  في مجملها أربع جولات، تأهل بعدها خمسة مشاريع، لم يكن سوى مشروع واحد ذو منحنى حداثي من بينها. وقد فاز بتصميم هذا المشروع، أحد التصميمات الرومانسية، وهو تصميم صرحي لناطحة سحاب يبلغ ارتفاعها 495  متر على الطراز الكلاسيكي الجديد قدمه المعمار بوريس يوفان.
وقد بدأت أعمال الإنشاء في عام 1937، إلا أنها انتهت بفعل الغزو الألماني عام 1941.  وقد اُستغل حديد البناء الموجود في الموقع لاحقًا في بناء عدد من الجسور.  تجدر الإشارة إلى أنه لو تم بناء هذا المبنى،  لكان البناء الأعلى في العالم في وقته.  وقد اُعيد بناء الكاتدرائية في عام 2000 في نفس المكان السابق.

## معرض صور

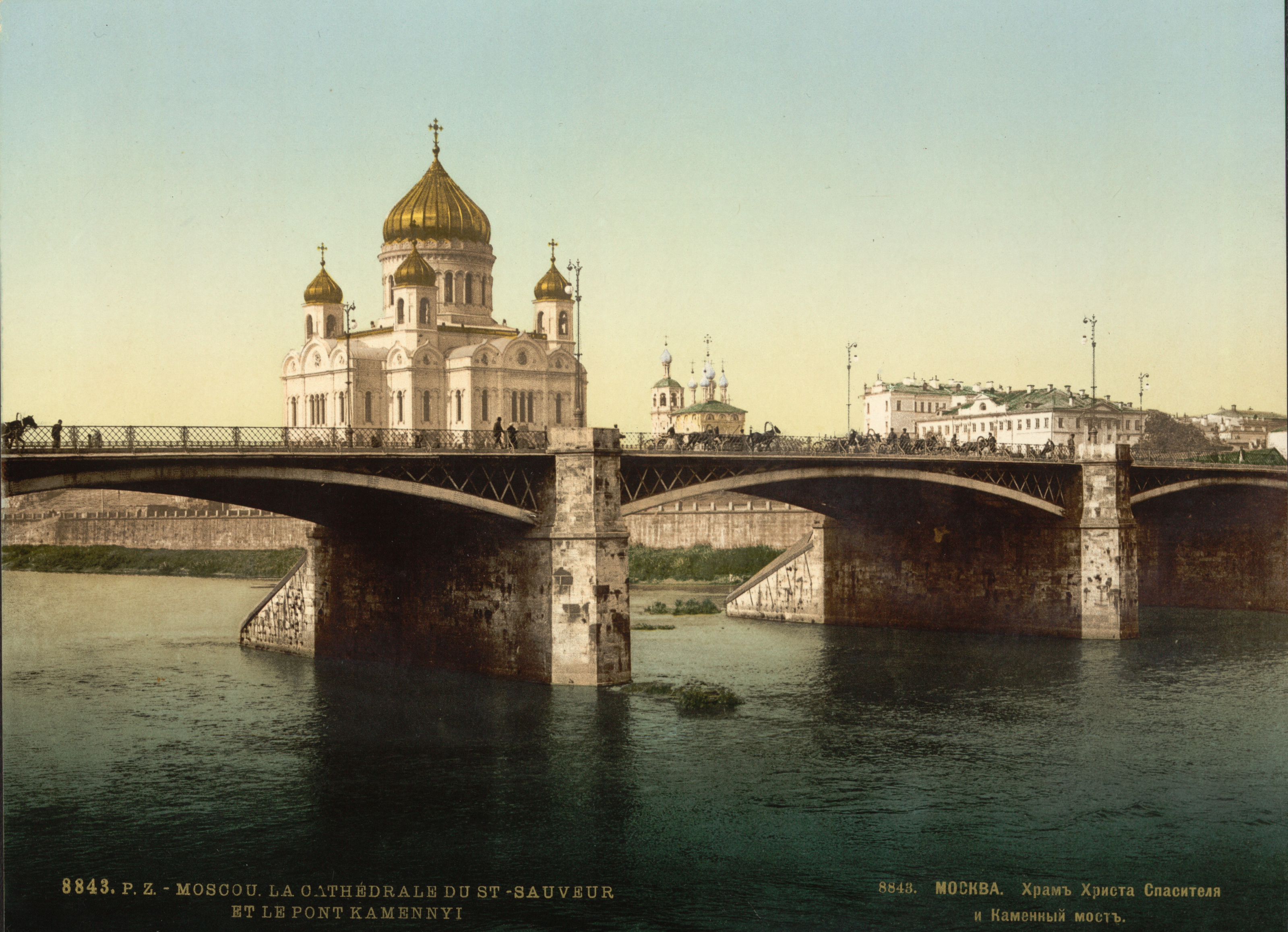
الكاتدرائية عام 1905
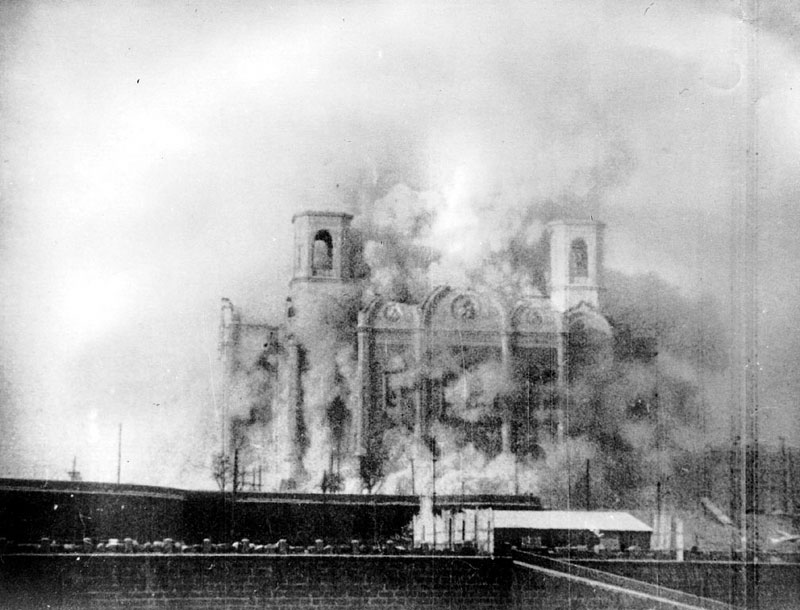
حريق الكاتدرائية، 1931
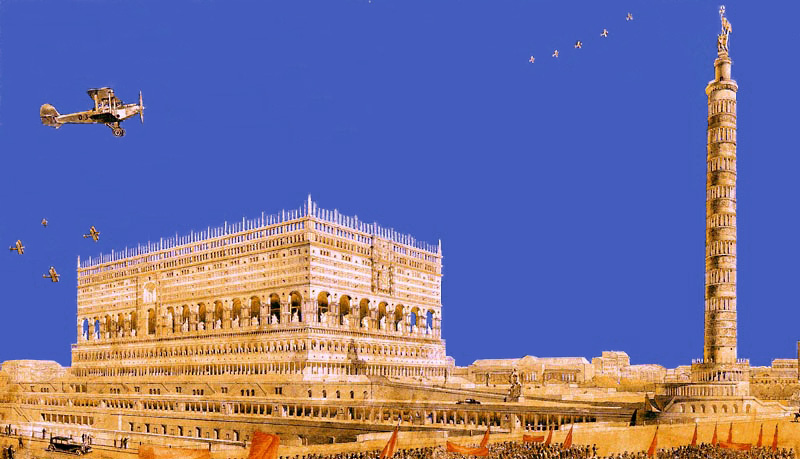
أحد مقترحات التصميم
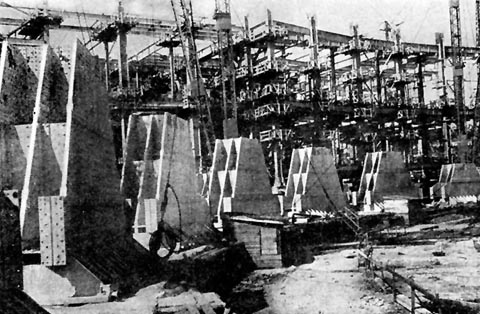
أساسات البناء، 1941
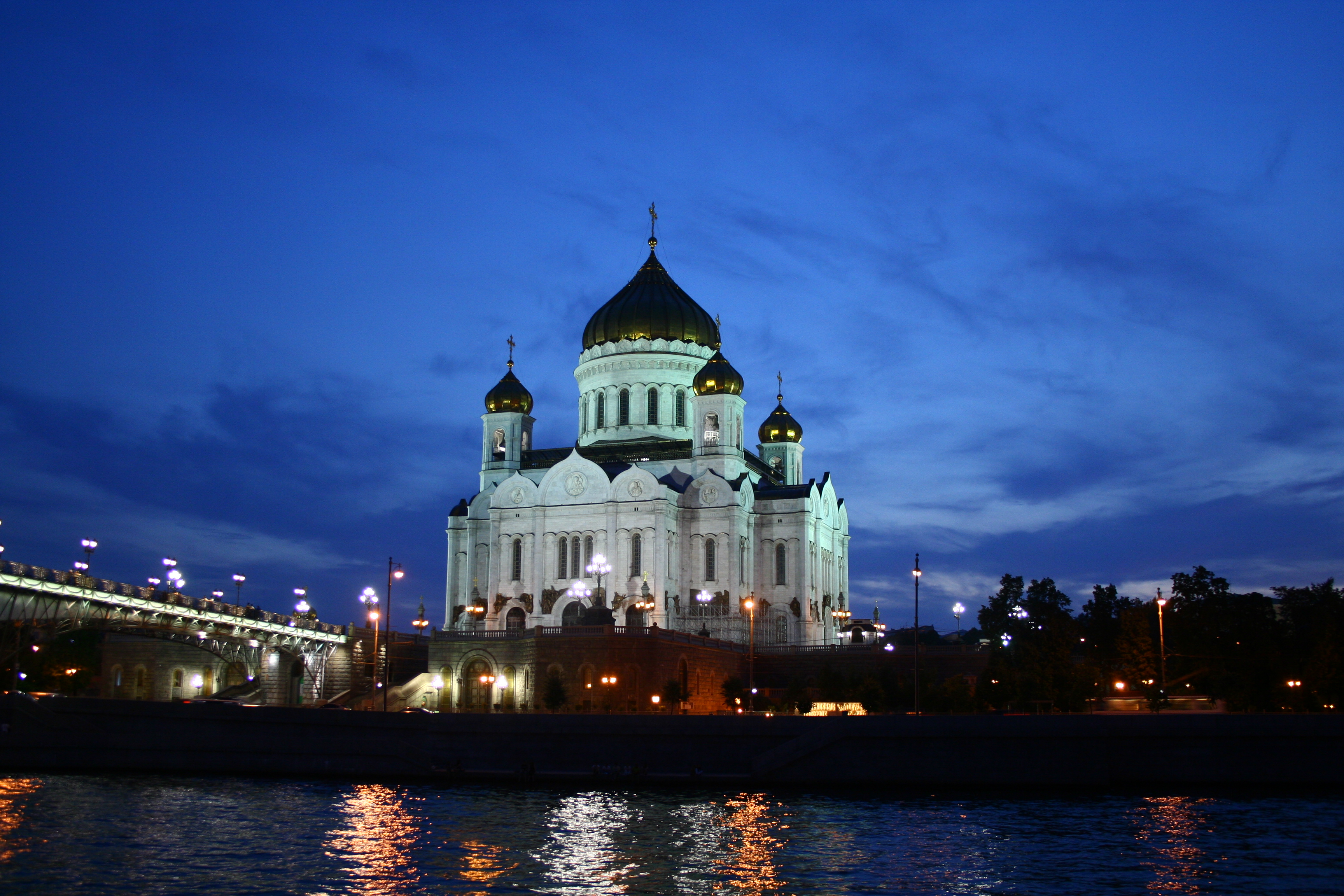
الكاتدرائية اليوم بعد إعادة بناءها في عام 2000